# Justino II
Justino II, nascido Flávio Justino (em latim: Flavius Iustinus; em grego: Φλάβιος Ἰουστίνος; romaniz.: Flávios Ioustínos), foi imperador do Império Bizantino de 565, em sucessão de seu tio Justiniano (r. 527–565), até seu falecimento em 578, quando foi sucedido por Tibério II (r. 578–582) Para diferenciá-lo de Justino I (r. 518–527), surge nas fontes como Flávio Justino, o Jovem (em latim: Flavius Iustinus Iunior; em grego: Φλάβιος Ἰουστίνος ὁ νεότερος; romaniz.: Flávios Ioustínos o neóteros), e após sua ascensão Flávio Justino, o Jovem Augusto (em latim: Flavius Iustinus Iunior Augustus).

## Vida

### Origens
Justino tinha origem trácia ou ilíria. Era filho de Dulcídio e Vigilância, irmã do imperador Justiniano (r. 527–565), e irmão de Marcelo e Prejecta. Não se sabe o ano que nasceu, mas já era adulto em 565. Casou-se com Sofia, sobrinha da imperatriz Teodora (r. 527–548), e com ela gerou Justo e Arábia. Em 28 de janeiro de 552, recebeu o título de cônsul honorário e o reteve ao menos até 553, quando foi referido em 25 de maio como gloriosíssimo consular, embora talvez ainda o tivesse em 565. Junto ao consulado, foi feito curopalata e reteve o ofício até 14 de novembro de 565.
Até o século V, os curopalatas detinham a posição de homem espectável, mas com Justino o ofício ganhou um novo significado, e tornou-se uma das dignidades mais exaltadas, ficando próximo de césar e nobilíssimo e, como eles, era inicialmente reservado para os membros da família imperial. Seja como for, em 28 de janeiro de 552, era um dos juízes enviados à Calcedônia para persuadir o papa Vigílio (r. 537–555) a voltar à capital imperial de Constantinopla e em maio de 553, foi convocado com outros notáveis para vê-lo. Em 559, escoltou os hunos de Zabergano ao Danúbio. Em maio de 562, foi enviado a Constantinopla com Marino  para suprimir a violência entre as facções do hipódromo. Em abril de 563, foi incumbido com a mesma missão.